# Pingzhen
Pingzhen (chinesisch 平鎮區, Pinyin Píngzhèn Qū, Hakka Phìn-chṳ́n-khî, Pe̍h-ōe-jī Pêng-tìn-khu) ist ein Bezirk der regierungsunmittelbaren Stadt Taoyuan in Taiwan.

## Lage und Geschichte
Pingzhen liegt im Zentrum von Taoyuan. Seine Nachbarbezirke sind Yangmei im Westen, Zhongli im Norden, Bade und Daxi im Osten sowie Longtan im Süden. Die meisten Einwohner gehören der Volksgruppe der Hakka an.
Archäologische Funde deuten darauf hin, dass das Gebiet des heutigen Bezirks schon in prähistorischer Zeit bewohnt war. Seit dem 18. Jahrhundert siedelten sich chinesische Einwanderer, insbesondere der Hakka-Volksgruppe, an. Die Behörden der Qing-Dynastie errichteten einige Befestigungsanlagen zum Schutz gegen Angriffe von Ureinwohnern und nannten das Gebiet Anping zhen („Marktflecken der Sicherheit“). Zur Zeit der japanischen Herrschaft über Taiwan wurde der Ortsname zwecks Unterscheidung zu dem in Tainan gelegenen Bezirk Anping im Jahr 1920 in das heutige Pingzhen umgewandelt.

## Bedeutung
Der ehemals ländlich geprägte Bezirk hat heute den Charakter einer Vorstadt der in der Nähe gelegenen Großstädte Taipeh und Neu-Taipeh, in deren urbanisiertem Siedlungsgebiet der Bezirk weitgehend übergeht. Mit etwa 219.000 Einwohnern (2016) ist Pingzhen der drittgrößte Bezirk der Stadt Taoyuan. Pingzhen ist an die wichtigste Autobahn Taiwans, die Autobahn 1, angeschlossen.